# Zahak
För andra betydelser, se Zahak (olika betydelser).
Zahak (persiska: ‌زَهَک), eller Zehak, är en stad i östra Iran. Den ligger i provinsen Sistan och Baluchistan, nära gränsen till Afghanistan. Staden är administrativt centrum för delprovinsen (shahrestan) med samma namn, Zahak.
Vid 2011 års folkräkning hade staden 14 324 invånare.